# Gloeomucro chlorinus
Gloeomucro chlorinus é uma espécie de fungo pertencente à família Hydnaceae.